# سیارک ۲۶۹۷۰
سیارک ۲۶۹۷۰ (به انگلیسی: 26970 Elias، نامگذاری:1997SE2) بیست و شش هزار و نهصد و هفتادمین سیارک کشف شده‌است که در ۲۳ سپتامبر ۱۹۹۷ کشف شد.